# Thierhaupten
Thierhaupten é um município da Alemanha, no distrito de Augsburg, na região administrativa de Suábia, estado de Baviera.